# Commissie voor Staatszaken van de Democratische Volksrepubliek Korea
De Commissie voor Staatszaken van de Democratische Republiek Korea (Koreaans: 조선민주주의인민공화국 국무위원회) is het hoogste bestuursorgaan van Noord-Korea.
De voorzitter van de Commissie voor Staatszaken is volgens een grondwetswijziging in 2019 de "vertegenwoordiger van het land" en daarmee het de facto staatshoofd. Het de jure staatshoofd van Noord-Korea is volgens de grondwet echter de voorzitter van het Presidium van de Opperste Volksvergadering. De Commissie voor Staatszaken is in 2016 in de plaats gekomen van de Nationale Defensiecommissie waarvan de voorzitter gold als het feitelijke staatshoofd van Noord-Korea.
De Commissie voor Staatszaken heeft de supervisie over het kabinet en neemt beslissingen omtrent landsverdediging en staatsveiligheid. De Commissie voor Staatszaken bestaat naast een voorzitter uit drie vicevoorzitters en tien leden. Vier van de leden zijn tevens minister.
Voorzitter (of president) van de Commissie voor Staatszaken is sinds de oprichting van dit orgaan op 29 juni 2016 Kim Jong-un, die daarnaast de functies van secretaris-generaal van de Koreaanse Arbeiderspartij (CND) en het voorzitterschap van de Centrale Militaire Commissie bekleedt.
| Afbeelding | Naam                         | Aanvang ambtstermijn | Einde ambtstermijn |
| ---------- | ---------------------------- | -------------------- | ------------------ |
|            | Kim Jong-un 김정은 (c. 1984) | 29 juni 2016         | —                  |
| Bron:      |                              |                      |                    |